# Stefano Pavesi
Stefano Pavesi (22. ledna 1779 Casaletto Vaprio, Itálie – 28. července 1850 Crema, Itálie) byl italský hudební skladatel.

## Život
Hudbu studoval nejprve v Cremě, nedaleko svého rodiště pod vedením kapelníka katedrály, slavného skladatele Giuseppe Gazzanigy. Ve studiu pokračoval Neapoli na konzervatoři Conservatorio di Sant'Onofrio, kde byli jeho učiteli Niccolò Piccinni a Fedele Fenaroli.
Hudební kariéra byla přerušena politickými událostmi. Pavesi sympatizoval s republikány a po pádu neapolské republiky (8. července 1799) byl uvězněn ve vězení Vicaria, byl naložen na loď plující do Marseille a nakonec propuštěn na francouzském území. Dostal se do Dijonu a byl přijat do Napoleonovy armády jako hráč na serpent. Hudebníci byli většinou italové a mezi nimi i zpěváci pro které komponoval písně. Často pořádal koncerty v místech, kde se právě armáda nacházela.
Z armády odešel v roce 1800 po bitvě u Marenga a vrátil se k rodině. Svou první operu, La Pace, uvedl v době karnevalu 1801 v Livornu. Poté odešel do Benátek, kde mu jeho bývalý učitel Giuseppe Gazzaniga pomohl uvést na scénu divadla Teatro San Benedetto druhou operu Un avvertimento ai gelosi, po níž následovala řada dalších, které byly hrány v řadě italských měst. Skutečný úspěch zaznamenala opera Fingallo e Camala inspirovaná gaelskou poesií (Ossianovy zpěvy) a uvedená v Benátkách v roce 1805. Jiným velkým úspěchem byla opera Ser Marcantonio, která se v roce 1810 dočkala 54 představení v milánské La Scale.
Po vytvoření Lombardsko-benátského království se v roce 1815 Pavesi vrátil do Crema, kde společně s Gazzanigou sdílel funkci kapelníka katedrály. Po smrti Antonia Salieriho působil v letech 1826–1830 jako kapelník císařského divadla ve Vídni.
Napsal také mnoho sakrálních skladeb, mezi nimiž vyniká zejména oratorium Infelix Catharina, pojednávající o tragédii Cateriny degli Uberti. Stefano Pavesi zemřel v Cremě v roce 1850.

## Dílo
- La pace (1801 Livorno)

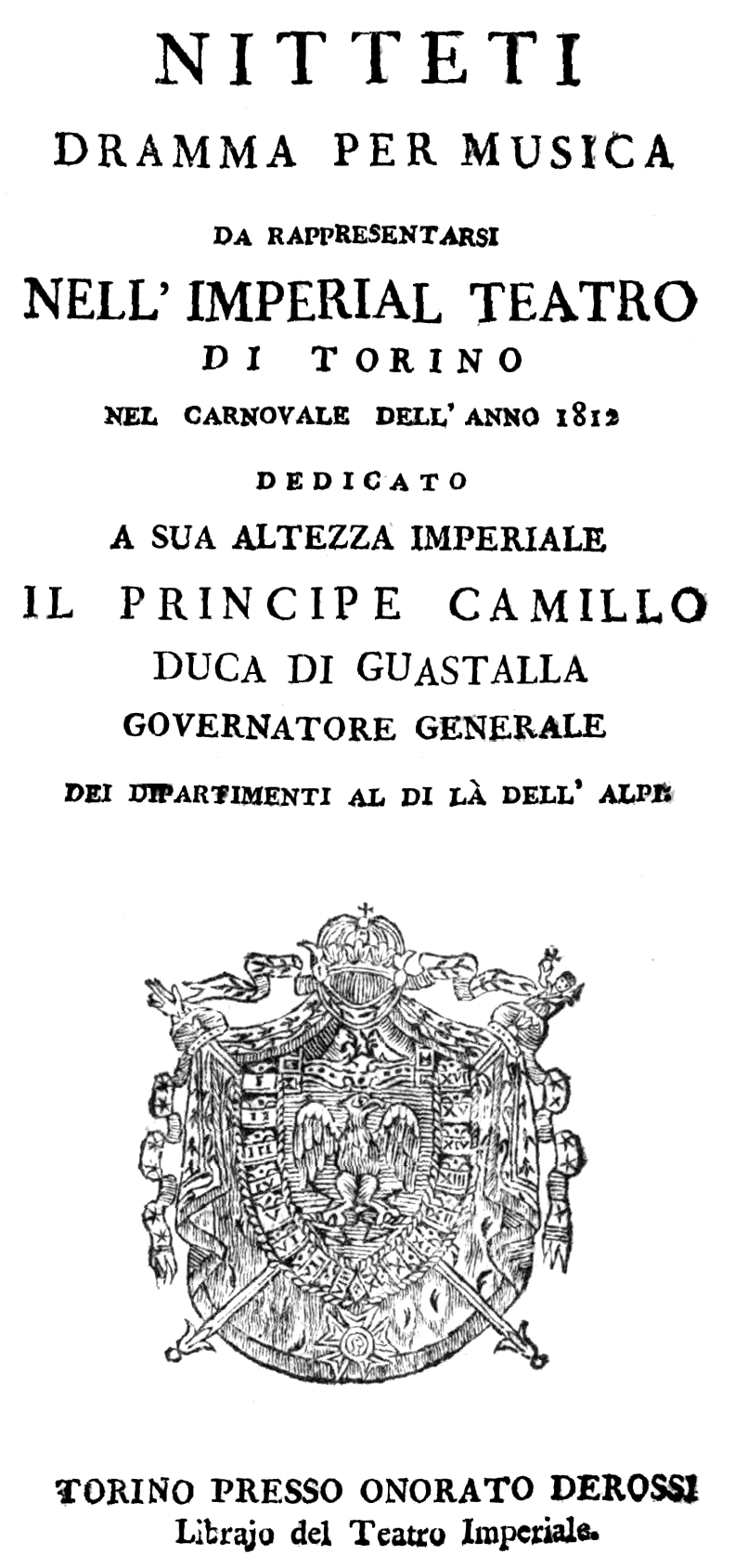
Titulní strana libreta opery Nitteti.

- Un avvertimento ai gelosi, farsa (libreto Giuseppe Foppa, 1803 Benátky, Teatro San Benedetto)
- L'amante anonimo (1803 Benátky, Teatro San Moisè)
- I castelli in aria, ossia Gli amanti per accidenti (1803 Verona)
- La forza dei simpatici, ossia Lo stratagemma per amore (1803 Verona)
- Andromaco (1804 Janov)
- La fiera (1804 Florencie, Teatro della Pergola)
- L'amore prodotto dall'odio (1804 Padova)
- L'accortezza materna (1804 Benátky, Teatro San Moisè)
- La vendetta di Medea (1804)
- Il trionfo di Emilia (1805 Milán, La Scala)
- Fingallo e Camala, opera seria (libreto Leopoldo Fidanza, 1805 Benátky Teatro La Fenice)
- Amare e non voler essere amante (libreto Giuseppe Foppa, 1805 Benátky, Teatro La Fenice)
- Il giuocatore (1806 Řím, Teatro Valle)
- Le donne fuggitive (1806 Řím, Teatro Valle)
- I Baccanali di Roma (1806 Livorno)
- Ines de Castro (1806 Neapol, Teatro San Carlo)
- Amore vince l'inganno (1806 Benátky, Teatro San Moisè)
- La sorpresa, ossia Il deputato di grosso latino (1806 Benátky Teatro San Moisè)
- I cherusci, opera seria (libreto Gaetano Rossi, 1807 Benátky, Teatro La Fenice)
- Sapersi scegliere un degno sposo, ossia Amor vero e amor interessato, farsa (libreto Giuseppe Foppa, 1807 Benátky, Teatro La Fenice)
- Aristodemo (1807 Neapol, Teatro San Carlo)
- Il maldicente, ovvero La bottega del caffè, opera buffa (libreto Gasbarri podle Carla Goldoniho, 1807 Florencie Teatro della Pergola)
- L'amor perfetto, ovvero Il servo padrone, opera buffa (libreto Caterino Mazzolà, 1808 Bologna)
- La festa della rosa, opera buffa (libreto Gaetano Rossi, 1808 Benátky, Teatro La Fenice)
- Ser Marcantonio, opera buffa (libreto Angelo Anelli, 1810 Milán, Scala)
- Il trionfo delle belle, ovvero Corradino Cuor di Ferro (libreto Gaetano Rossi, 1809 Benátky Teatro San Moisè)
- Ippolita, regina delle amazzoni (1809 Benátky, Teatro Riccardi)
- Elisabetta regina d'Inghilterra (1809 Turín)
- Arminia (1810 Milán, Scala)
- I gauri (1810 Benátky, Teatro La Fenice)
- Odoardo e Cristina, opera seria (libreto Giovanni Schmidt, 1810 Neapol, Teatro San Carlo)
- L'alloggio militare (1811 Neapol, Teatro Mercadante)
- La giardiniera abruzzese, ovvero Il signorino e l'ajo (1811 Neapol, Teatro Mercadante)
- Il monastero (1811 Neapol, Teatro Nuovo)
- Il trionfo dell'amore, ovvero Irene e Filandro, opera semiseria (1811 Neapol, Teatro Nuovo)
- Nitteti, opera seria (libreto Pietro Metastasio, 1811 Turín, Teatro Regio)
- Tancredi (1812 Milán, Scala)
- Amore e generosità (1812 Benátky, Teatro San Moisè)
- Aspasia e Cleomene (1812 Florencie, Teatro della Pergola)
- L'Ostregaro (1812 Benátky, Teatro San Moisè)
- Teodoro (1812 Benátky, Teatro La Fenice)
- Una giornata pericolosa (1813 Benátky, Teatro San Moisè)
- Agatina, ovvero La virtù premiata, opera buffa (libreto Francesco Fiorini, 1814 Milán, Scala)
- Celanira (1815 Benátky, Teatro San Benedetto)
- La villanella fortunata (1816 Urbino)
- La Danaide romane (1816 Benátky, Teatro La Fenice)
- La gioventù di Cesare (1817 Milán, Scala)
- I pitocchi fortunati (1819 Benátky, Teatro San Benedetto)
- Gli esiliati da Florencie (1819 Paříž, Théâtre-Italien)
- Don Gusmano (1819 Benátky, Teatro San Benedetto)
- Il gran naso (1820 Neapol, Teatro Nuovo)
- Eugenia degli Astolfi (1820 Neapol, Teatro Nuovo)
- Arminio, ovvero L'eroe germano, opera seria (Benátky, Teatro La Fenice)
- Antigona e Lauso, opera seria (libreto Luigi Romanelli, 1822 Milán Scala)
- Sandrina (1822 Terst)
- Anco Marzio (1822 Neapol, Teatro San Carlo)
- Inez di Almeida (1822 Neapol, Teatro San Carlo)
- I cavalieri del nodo, opera seria (libreto Giovanni Schmidt, 1823 Neapol, Teatro San Carlo)
- Egilda di Provenza (1823 Benátky, Teatro La Fenice)
- Ardano e Dartula (1825 Neapol, Teatro San Carlo)
- Il solitario ed Elodia (1826 Neapol, Teatro San Carlo)
- Gli Arabi nelle Gallie (1827 Neapol, Teatro San Carlo)
- La donna bianca di Avenello, opera buffa (libreto Gaetano Rossi, 1830 Milán, Teatro della Cannobiana)
- Fenella, ovvero La muta di Portici (libreto Gaetano Rossi, 1831 Benátky, Teatro La Fenice)
- La testa riscaldata (neprovedeno)